# Heneage Finch, 3. hrabě z Winchilsey
Heneage Finch, 3. hrabě z Winchilsey (Heneage Finch, 3rd Earl of Winchilsea, 3rd Viscount Maidstone, 1st Baron Fitzherbert) (1627–1689) byl anglický diplomat, vojevůdce a dvořan druhé poloviny 17. století. Od dětství byl dědicem hraběcího titulu, za občanské války stál na straně Stuartovců a po obnovení monarchie zastával řadu vlivných funkcí. Byl mimo jiné dlouholetým vyslancem v Turecku a lordem strážcem pěti přístavů. K jeho kariéře přispěl sňatek do rodiny Seymourů. Jeho bratrancem byl významný právník Heneage Finch, 1. hrabě z Nottinghamu.

## Životopis
Pocházel ze starobylého rodu Finchů, byl jediným synem Thomase Finche, 2. hraběte z Winchilsey (1578–1639). Dědicem hraběcího titulu se stal po otci jako dvanáctiletý v roce 1639, v době občanské války patřil ke stoupencům Karla I., později v exilu finančně podporoval Karla II., což předurčilo jeho kariéru po obnovení monarchie. V roce 1660 se v doprovodu Karla II. vrátil do Anglie a krátce zastával prestižní post lorda strážce pěti přístavů, zároveň se stal lordem místodržitelem v Kentu (1660–1668), kde byl zároveň nejvyšším sudím. Za zásluhy o znovunastolení Stuartovců získal v roce 1660 titul barona Fitzherberta, který vycházel z nepodloženého spříznění s rodem Herbertů. V letech 1661–1668 byl vyslancem v Istanbulu a po návratu do Anglie znovu převzal funkci lorda strážce pěti přístavů, kterou zastával až do smrti (1669–1689). Od roku 1675 byl též lordem místodržitelem v hrabství Somerset, kde měl majetkové zájmy prostřednictvím svého druhého sňatku.
Byl celkem čtyřikrát ženatý, jeho druhou manželkou byla Mary Seymour (1637–1673), dcera 2. vévody ze Somersetu. Jejich nejstarší syn William Finch (1652–1672) padl v námořní válce s Nizozemím, dědicem titulu se stal vnuk, pozdější ministr obchodu Charles Finch, 4. hrabě z Winchilsey (1672–1712). Zemřel bez potomstva a tituly zdědili postupně dva jeho strýcové, nakonec v roce 1729 přešlo dědictví na vedlejší linii hrabat z Nottinghamu. Významný politik přelomu 17. a 18. století Daniel Finch, 2. hrabě z Nottinghamu (1647–1730), se stal na sklonku života zároveň 7. hrabětem z Winchilsey a od té doby jsou oba tituly užívány souběžně.